# Finał Pucharu Polski w piłce nożnej 1963
Finał Pucharu Polski w piłce nożnej 1963 – mecz piłkarski kończący rozgrywki Pucharu Polski 1962/1963 oraz mający na celu wyłonienie triumfatora tych rozgrywek, który został rozegrany 1 maja 1963 roku na Stadionie Śląskim w Chorzowie, pomiędzy Zagłębiem Sosnowiec a Ruchem Chorzów. Trofeum po raz 2. wywalczyło Zagłębie Sosnowiec, które uzyskało tym samym prawo gry w Pucharze Zdobywców Pucharów 1963/1964.

## Droga do finału
| Zagłębie Sosnowiec | Zagłębie Sosnowiec | Zagłębie Sosnowiec | Runda       | Ruch Chorzów | Ruch Chorzów      | Ruch Chorzów |
| Data               | Przeciwnik         | Wynik              | Runda       | Data         | Przeciwnik        | Wynik        |
| ------------------ | ------------------ | ------------------ | ----------- | ------------ | ----------------- | ------------ |
| 09.12.1962         | Dąb Katowice       | 4:0                | 1/16 finału | 09.12.1962   | Polonia Gdańsk    | 3:2          |
| 16.12.1962         | Legia Warszawa     | 2:0                | 1/8 finału  | 16.12.1962   | Stal Rzeszów      | 4:2          |
| 10.03.1963         | Polonia Bytom      | 2:2 pd             | Ćwierćfinał | 10.03.1963   | Zawisza Bydgoszcz | 2:0          |
| 03.04.1963         | Polonia Bytom      | 2:1                | Ćwierćfinał | 10.03.1963   | Zawisza Bydgoszcz | 2:0          |
| 13.04.1963         | Szombierki Bytom   | 2:1                | Półfinał    | 14.04.1963   | Górnik Zabrze     | 3:0          |

## Tło
W finale rozgrywek zmierzyli się ze sobą czołowe drużyny I ligi: Zagłębie Sosnowiec i Ruch Chorzów, dla których triumf w rozgrywkach był pierwszą szansą na występ w europejskich pucharach.

## Mecz

### Przebieg meczu
Mecz odbył się 1 maja 1963 roku, w Święto Pracy o godz. 16:00 na Stadionie Śląskim w Chorzowie, na którym mecz obejrzało 70 000 widzów, co jest największą frekwencja w historii finałów Pucharu Polski. Sędzia głównym spotkania był Stanisław Biernacik. Pierwszy gol został zdobyty w 14. minucie napastnik Zagłębia Sosnowiec Kosider pokonał bramkarza drużyny przeciwnej, Henryka Pietrka. W 74. minucie napastnik Zagłębia Sosnowiec Andrzej Gaik zdobył gola na 2:0, ustalając tym samym wynik meczu.

### Szczegóły meczu
| 1 maja 1963 16:00 | Zagłębie Sosnowiec · Kosider 14' · Gaik 74' | 2:01:0Raport | Ruch Chorzów | Stadion Śląski, Chorzów Widzów: 70 000 Sędzia: Stanisław Biernacik (Kraków) |
|                   |                                             |              |              |                                                                             |

| ZAGŁĘBIE SOSNOWIEC |  |                     |
|                    |  |                     |
| BR                 |  | Witold Szyguła      |
| OB                 |  | Franciszek Skiba    |
| OB                 |  | Roman Bazan         |
| OB                 |  | Włodzimierz Śpiewak |
| OB                 |  | Alojzy Fulczyk      |
| PO                 |  | Witold Majewski     |
| PO                 |  | Józef Gałeczka      |
| PO                 |  | Ryszard Krawiarz    |
| NA                 |  | Andrzej Gaik        |
| NA                 |  | Reinhold Kosider    |
| NA                 |  | Zbigniew Myga       |
| Trener:            |  |                     |
| Teodor Wieczorek   |  |                     |

| RUCH CHORZÓW  |  |                       |
|               |  |                       |
| BR            |  | Henryk Pietrek        |
| OB            |  | Eugeniusz Pohl        |
| OB            |  | Mieczysław Siemierski |
| OB            |  | Alojzy Łysko          |
| OB            |  | Antoni Nieroba        |
| PO            |  | Zygmunt Pieda         |
| PO            |  | Kazimierz Polok       |
| PO            |  | Bernard Bem           |
| NA            |  | Eugeniusz Lerch       |
| NA            |  | Roman Kasprzyk        |
| NA            |  | Eugeniusz Faber       |
| Trener:       |  |                       |
| Sándor Tátrai |  |                       |

| Puchar Polski w piłce nożnej 1962/1963 Zwycięzcy |
| ------------------------------------------------ |
| Zagłębie Sosnowiec 2. Tytuł                      |